# سايروس وست فيلد
سايروس وست فيلد (بالإنجليزية: Cyrus West Field)‏ (30 نوفمبر 1819- 12 يوليو 1892) رجل أعمال وممول أمريكي الأصل، من منشئي شركة التلغراف الأطلسيّة التي كانت السبّاقة بإيصال كابل تلغراف تجاري كان الأوّل من نوعه كعابر للمحيط الأطلسي.

## روابط خارجية
- سايروس وست فيلد على موقع الموسوعة البريطانية (الإنجليزية)
- سايروس وست فيلد على موقع إن إن دي بي (الإنجليزية)